# Lindsay Rose
Lindsay Rose (Rennes, Francia, 8 de febrero de 1992) es un futbolista internacional mauriciano que juega en el Aris Salónica F. C. de la Superliga de Grecia. Anteriormente ha representado a Francia en las categorías inferiores.

## Carrera
Lindsay Rose inició su carrera futbolística en 1998 con el CPB Rennes. Tres años más tarde fue fichado por el Stade Rennais, incorporándose a la academia del club y jugando durante nueve años en la cantera rojinegra. En 2010 se trasladó al Laval, inicialmente como integrante del segundo equipo, pero debutando profesionalmente con el plantel titular el 9 de abril de 2010 durante un partido de liga contra el LB Châteauroux. El 21 de mayo de 2010, Rose firmó su primer contrato profesional con el Laval.
A mitad de la temporada 2012/13 se une a las filas del Valenciennes FC, jugando por primera vez en la máxima categoría del fútbol francés. Su primer partido en primera división tuvo lugar frente al AC Ajaccio el 19 de enero de 2013, finalizando en empate a 1. Debutó como titular la jornada siguiente, en un partido ante el Olympique de Lyon, club que más adelante se hizo con los servicios del futbolista el 17 de julio de 2014, si bien su escasa participación motivaría su salida del club lionés. Rose recaló en el FC Lorient de la parte baja de la tabla durante el mercado invernal de la temporada 2015/16, cedido con opción a compra por el Lyon. Concluida la cesión, Lindsay Rose ficha definitivamente con el conjunto bretón por cuatro años, participando regularmente en la campaña siguiente, aunque sin lograr impedir el descenso del Lorient a la Ligue 2. En junio de 2017 se marcha cedido al SC Bastia, recientemente relegado de primera división al Championnat National debido a problemas financieros, donde únicamente llegó a disputar nueve encuentros.
El 24 de enero de 2019 Rose llega al Aris Salónica de la Superliga griega en un acuerdo de préstamo de seis meses. El 3 de marzo de 2019 anotó su primer gol para el club durante la victoria en casa por 2-0 contra el AEK Atenas, anotando nuevamente el 31 de marzo de 2019 para igualar el marcador en la eventual victoria en casa por 3-1 contra el OFI Creta. Sus buenas actuaciones motivaron su fichaje para el Aris el 29 de junio de 2019, firmando un contrato de tres años con la entidad griega.
El 4 de enero de 2020 marcó con de cabeza en la victoria en casa por 4-2 contra el PAOK, durante el derbi de Salónica. Sus buenas actuaciones en la temporada 2019/20 atrajeron el interés de varios clubes del panorama europeo, entre ellos el Estrella Roja de Belgrado, cuya oferta de 600 000 euros fue rechazada por el Aris. No obstante, durante el mercado de verano de la temporada 2021/22 fue fichado por el Legia de Varsovia de la Ekstraklasa de Polonia por cerca de un millón de euros, firmando con la entidad varsoviana hasta 2024. A finales de 2023 llegó a un acuerdo para desvincularse y regresó a Salónica.

## Selección nacional
Su primera experiencia internacional fue con la selección de fútbol sub-17 de Mauricio en 2008, jugando varios partidos para las categorías inferiores de Mauricio. Posteriormente fue convocado por la Federación Francesa de Fútbol para jugar en la selección sub-18, sub-19, sub-20 y sub-21 de Francia, aunque sin llegar a debutar con la selección absoluta.
En octubre de 2017 optó por jugar con la selección de Mauricio. Fue convocado para un partido amistoso contra Guinea Ecuatorial el 8 de octubre de 2017, pero se retiró debido a una lesión. Hizo su debut absoluto con la isla Mauricio en la victoria por 1-0 sobre Macao el 22 de marzo de 2018.

## Clubes
| Club                         | País    | Año       |
| ---------------------------- | ------- | --------- |
| Stade Laval                  | Francia | 2010-2013 |
| Valenciennes F. C.           | Francia | 2013-2014 |
| Olympique de Lyon            | Francia | 2014-2016 |
| F. C. Lorient (cedido)       | Francia | 2016      |
| F. C. Lorient                | Francia | 2016-2019 |
| S. C. Bastia (cedido)        | Francia | 2017      |
| Aris Salónica F. C. (cedido) | Grecia  | 2019      |
| Aris Salónica F. C.          | Grecia  | 2019-2021 |
| Legia de Varsovia            | Polonia | 2021-2023 |
| Aris Salónica F. C.          | Grecia  | 2024-     |

## Palmarés

### Títulos nacionales
| Título               | Club              | País    | Año  |
| -------------------- | ----------------- | ------- | ---- |
| Copa de Polonia      | Legia de Varsovia | Polonia | 2023 |
| Supercopa de Polonia | Legia de Varsovia | Polonia | 2023 |